# Bertold
A Bertold férfinév a germán Berthold (Berchtold) férfinévből származik. Jelentése: fényes, híres + uralkodó, tevékeny. Női párja a Bertolda.

## Gyakorisága
Az 1990-es években szórványosan fordult elő, a 2000-es években nem szerepel a 100 leggyakoribb férfinév között.

## Névnapok
- január 2.[2]
- február 11.[2]
- március 29.[2]
- július 27.[2]
- november 3.[2]
- december 14.[2]

## Híres és történelmi Bertoldok, Bertholdok, Berchtoldok
- Berthold bajor herceg
- Szent Bertold
- IV. Bertold merániai herceg
- Merániai Berthold kalocsai érsek és aquileiai pátriárka, Gertrúd királyné testvére
- Moosburgi Bertold német filozófus, teológus
- Ellerbach Bertold erdélyi vajda, főispán
- Berchtold Haller svájci reformátor
- Berthold Carl Seemann német botanikus, utazó
- báró Feilitzsch Berthold főispán
- Berthold Oppenheim rabbi
- Berthold Laufer amerikai antropológus
- Berthold Viertel osztrák költő, rendező
- Bertolt Brecht német író, drámaíró